# Michael Pössinger
Michael Pössinger (ur. 18 stycznia 1919 w Ettal, zm. 23 maja 2003 w Garmisch-Partenkirchen) – niemiecki żołnierz i bobsleista, trzykrotny medalista mistrzostw świata.

## Kariera
Największy sukces w karierze Michael Pössinger osiągnął w 1951 roku, kiedy wspólnie z Andreasem Ostlerem, Xavierem Leitlem i Lorenzem Nieberlem zwyciężył w czwórkach podczas mistrzostw świata w L’Alpe d’Huez. W tej samej konkurencji jego osada zdobyła także brązowy medal na mistrzostwach świata w Garmisch-Partenkirchen w 1953 roku oraz srebrny na rozgrywanych rok później mistrzostwach w Cortinie d’Ampezzo. W 1956 roku wystartował na igrzyskach olimpijskich w Cortinie d’Ampezzo, gdzie był szósty w czwórkach.
W czasie II wojny światowej Pössinger służył w oddziale strzelców alpejskich (niem. Gebirgsjäger). Był wielokrotnie odznaczany: we wrześniu 1939 roku otrzymał Krzyż Żelazny II klasy, w czerwcu 1940 roku Krzyż Żelazny I klasy, w lipcu 1940 roku Krzyż Rycerski, a w lutym 1943 roku Krzyż Niemiecki.